# Волков, Константин Сергеевич
Константин Сергеевич Волков (1907—?) — русский советский писатель-фантаст.

## Биография
Родился в Москве. Работал в системе Госплана СССР и по роду своей деятельности в 1940 году опубликовал пособие для промысловых артелей «В помощь ревизионной комиссии». Увлекался живописью и художественной фотографией.

## Творчество
Известен своими научно-фантастическими произведениями, написанными им уже в зрелом возрасте: рассказом «Тайна безыменного острова» (1956), повестью «Звезда утренняя» (1957), а также большим романом «Марс пробуждается» (1961).
«Звезда утренняя» — повесть о путешествии первой советской межпланетной экспедиции на Венеру во главе с академиком Яхонтовым и его помощниками супругами Одинцовыми.
«Марс пробуждается» — продолжение повести «Звезда утренняя». В высокогорной тибетской обсерватории молодой китайский астроном Ли Сяо-ши с помощью телескопа обнаруживает на Марсе сигнал о помощи — огромный светящийся знак в виде перечеркнутой затухающей синусоиды. В СССР организуется экспедиция на эту планету. В интернациональный экипаж космического корабля входят шести космонавтов — герои предыдущей повести Яхонтов и Одинцовы, а также профессор Сергей Паршин, астроном Ли Сяо-ши и индийский биолог Индира Рамахвани. Экспедиция исследует спутник Марса Фобос, где находит остатки марсианского космического корабля, а на Марсе обнаруживает древнюю разумную цивилизацию, которой руководят жестокие повелители. Земляне легко разрешают все проблемы угнетенного марсианского народа, организовав революции и свержение тиранического правительства.
Исследователь советской фантастики А. Ф. Бритиков писал по поводу творчества Волкова:

… Едва ли лучше заимствованы мотивы «Аэлиты» Толстого в повести К. Волкова «Марс пробуждается» (1961). Впрочем, флирт пылкой царицы Марса с землянином по безвкусице восходит, пожалуй, к более раннему источнику — марсианским романам Э. Берроуза. Первая фантастическая повесть Волкова «Звезда утренняя» (1957) обнаруживала хотя бы близость к беляевскому «Прыжку в ничто» (эпизоды на Венере).
— Бритиков А. Ф. Русский советский научно-фантастический роман. — М.—Л.: Наука, 1970.
Критик А. Лукашин заметил по тому же поводу:

…<произведения Волкова> отличает … простительная для того времени лёгкость решения проблемы «прогрессорства» (в духе «помощи в национально-освободительной борьбе»).
— Волков К. С. на сайте Лаборатория фантастики
Повесть «Звезда утренняя» в 1960 году была переведена на польский и чешский языки.

## Публикации

### На русском языке
- В помощь ревизионной комиссии: Как ревиз. комиссии промысл. артели нужно вести свою работу. — М.—Л.: КОИЗ, 1940. — 48 с. — 5000 экз.
- Тайна безыменного острова // Пионерия. — Киев, 1956. — № 10—11.
- Звезда утренняя:[Повесть]. — М.: Детгиз, 1957. — 336 с. — 15 000 экз.
- Марс пробуждается: Науч.-фантаст. роман. — М.: Советская Россия, 1961. — 355 с. — 100 000 экз.
- Марс пробуждается: роман. — М.: Ad Marginem, 2004. — (Атлантида). — 15 000 экз. — ISBN 5-93321-096-X.

### На других языках
- Wołkov K. Wenus gwiazda zaranna / Пер. на польск. яз. T. Twarogowski. — Warszawa: Nasza Księgarnia, 1960. — 465 с. — 30 260 экз.
- Volkov Konstantin. Přistání na Venuši / Пер. на чеш. яз. Hana Volfová. — Svět sovětů, 1960. — 308 с. — 20 000 экз. (рус. Посадка на Венеру)